# Roger Philippi
Roger Philippi (12 september 1952) is een voormalig voetbalscheidsrechter uit Luxemburg. Hij was de leidsman bij de beruchte EK-kwalificatiewedstrijd tussen Nederland en Cyprus op 28 oktober 1987 in de Rotterdamse Kuip, die werd opgeschrikt door het zogeheten bomincident. Tijdens dat duel ontplofte in de beginfase van de wedstrijd bij een 1-0 stand vlak bij de doelman van Cyprus, Andreas Charitou een zware vuurwerkbom. Deze raakte hierdoor lichtgewond en moest vervangen worden. De Cypriotische spelers verlieten hierop in protest het veld en weigerden verder te spelen. Na lang aandringen van Nederlandse zijde besloot Philippi de wedstrijd te vervolgen. De wedstrijd eindigde in 8-0, mede door vijf goals van John Bosman. Hij vestigde hiermee een record dat officieel nooit werd erkend. De UEFA besloot om de uitslag van de wedstrijd ongeldig te verklaren. De bom bleek verstopt in een tennisbal. De gooier was de destijds 21-jarige John Staal uit Oss die direct werd gearresteerd.

## Interlands
| Datum      | Wedstrijd                  | Uitslag | Competitie        | Kreeg geel | Kreeg voor de tweede keer geel en dus rood | Weggestuurd |
| ---------- | -------------------------- | ------- | ----------------- | ---------- | ------------------------------------------ | ----------- |
| 15-04-1987 | Zwitserland – Malta        | 4 – 1   | EK-kwalificatie   | 3          | 0                                          | 0           |
| 28-10-1987 | Nederland – Cyprus         | 8 – 0   | EK-kwalificatie   | ?          | ?                                          | ?           |
| 21-02-1990 | Spanje – Tsjecho-Slowakije | 1 – 0   | Vriendschappelijk | ?          | ?                                          | ?           |
| 06-06-1990 | België – Polen             | 1 – 1   | Vriendschappelijk | ?          | ?                                          | ?           |
| 17-10-1990 | Noord-Ierland – Denemarken | 1 – 1   | EK-kwalificatie   | ?          | ?                                          | ?           |
| 27-03-1991 | San Marino – Roemenië      | 1 – 3   | EK-kwalificatie   | 3          | 0                                          | 0           |
| 23-09-1992 | Letland – Spanje           | 0 – 0   | WK-kwalificatie   | ?          | ?                                          | ?           |
| 17-02-1993 | Engeland – San Marino      | 6 – 0   | WK-kwalificatie   | ?          | ?                                          | ?           |
| 16-06-1993 | Litouwen – Ierland         | 0 – 1   | WK-kwalificatie   | ?          | ?                                          | ?           |
| 25-03-1995 | Italië – Estland           | 4 – 1   | EK-kwalificatie   | 4          | 0                                          | 0           |
| 07-06-1995 | Spanje – Armenië           | 1 – 0   | EK-kwalificatie   | ?          | ?                                          | ?           |
| 21-02-1996 | Frankrijk – Griekenland    | 3 – 1   | Vriendschappelijk | ?          | ?                                          | ?           |
| 14-12-1996 | Macedonië – Roemenië       | 0 – 3   | WK-kwalificatie   | ?          | ?                                          | ?           |
| 02-04-1997 | Zwitserland – Letland      | 1 – 0   | Vriendschappelijk | 2          | 0                                          | 0           |
| 10-09-1997 | Albanië – Noord-Ierland    | 1 – 0   | WK-kwalificatie   | 4          | 0                                          | 0           |
| 11-10-1997 | Frankrijk – Zuid-Afrika    | 2 – 1   | Vriendschappelijk | 2          | 0                                          | 0           |